# World Open (échecs)
Le World Open est un tournoi annuel d'échecs organisé à New York (de 1973 à 1976 et en 1983) puis à Philadelphie de 1977 à 1980, en 1982, de 1985 à 2006, et la plupart des années  depuis 2008. C'est un des plus importants opens américains d'échecs en nombre de participants (répartis en plusieurs sections). Il est organisé dans la première semaine de juillet par la Continental Chess Association

## Histoire du tournoi
Joel Benjamin a terminé premier, seul deux fois (en 1984 et 2000) et ex  æquo à quatre reprises (en 1981, 1999, 2001 et 2006). Il est l'auteur d'un livre sur l'histoire du tournoi jusqu'en 2001.

## Organisation
Le World Open est un tournoi organisé suivant le système suisse en neuf rondes depuis 1974. L'édition de 1973 comptait dix rondes.

## Palmarès du World Open
| Édition | Année | Lieu         | Vainqueur              | Participants |
| ------- | ----- | ------------ | ---------------------- | ------------ |
| 1       | 1973  | New York     | Walter Browne          | 732          |
| 2       | 1974  | New York     | Bent Larsen            | 791          |
| 3       | 1975  | New York     | Pál Benkő              | 815          |
| 4       | 1976  | New York     | Anatoli Lein           | 770          |
| 5       | 1977  | Philadelphie | John Fedorowicz        | 922          |
| 6       | 1978  | Philadelphie | Peter Biyiasas         | 1063         |
| 7       | 1979  | Philadelphie | Haukur Angantysson     | 863          |
| 8       | 1980  | Philadelphie | Larry Christiansen     | 776          |
| 9       | 1981  | New Paltz    | Igor Ivanov            | 702          |
| 10      | 1982  | Philadelphie | Nick de Firmian        | 906          |
| 11      | 1983  | New York     | Kevin Spraggett        | 1257         |
| 12      | 1984  | Valley Forge | Joel Benjamin          | ≈ 500        |
| 13      | 1985  | Philadelphie | Maxim Dlugy            | 1251         |
| 14      | 1986  | Philadelphie | Nick de Firmian        | 1506         |
| 15      | 1987  | Philadelphie | Boris Gulko            | 1293         |
| 16      | 1988  | Philadelphie | Maxim Dlugy            | ≈ 1100       |
| 17      | 1989  | Philadelphie | Mikhaïl Gourevitch     | 1127         |
| 18      | 1990  | Philadelphie | Igor Glek              | 1158         |
| 19      | 1991  | Philadelphie | Gata Kamsky            | ≈ 1200       |
| 20      | 1992  | Philadelphie | Gregory Kaidanov       | 1125         |
| 21      | 1993  | Philadelphie | Alex Yermolinsky       | 1127         |
| 22      | 1994  | Philadelphie | Artashes Minassian     | 1267         |
| 23      | 1995  | Philadelphie | Alex Yermolinsky       | 1482         |
| 24      | 1996  | Philadelphie | Alex Yermolinsky       | 1407         |
| 25      | 1997  | Philadelphie | Alexander Shabalov     | ...          |
| 26      | 1998  | Philadelphie | Alexander Goldin       | 1335         |
| 27      | 1999  | Philadelphie | Grigori Serper         | 1470         |
| 28      | 2000  | Philadelphie | Joel Benjamin          | 1235         |
| 29      | 2001  | Philadelphie | Alexander Goldin       | 1302         |
| 30      | 2002  | Philadelphie | Kamil Mitoń            | 1300         |
| 31      | 2003  | Philadelphie | Jaan Ehlvest           | 1413         |
| 32      | 2004  | Philadelphie | Varuzhan Akobian       | 1208         |
| 33      | 2005  | Philadelphie | Kamil Mitoń            | 1095         |
| 34      | 2006  | Philadelphie | Gata Kamsky            | ≈ 1400       |
| 35      | 2007  | Valley Forge | Varuzhan Akobian       | ...          |
| 36      | 2008  | Philadelphie | Ievgueni Naïer         | ≈ 1200       |
| 37      | 2009  | Philadelphie | Ievgueni Naïer         | 1350         |
| 38      | 2010  | Valley Forge | Viktor Láznička        | ≈ 1200       |
| 39      | 2011  | Philadelphie | Gata Kamsky            | ...          |
| 40      | 2012  | Philadelphie | Ivan Sokolov           | ...          |
| 41      | 2013  | Arlington    | Varuzhan Akobian       | ...          |
| 42      | 2014  | Arlington    | Ilya Smirin            | ...          |
| 43      | 2015  | Arlington    | Aleksandr Lenderman    | ...          |
| 44      | 2016  | Philadelphie | Gábor Papp             | ...          |
| 45      | 2017  | Philadelphie | Tigran L. Petrossian   |              |
| 46      | 2018  | Philadelphie | Illia Nijnik           |              |
| 47      | 2019  | Philadelphie | Lê Quang Liêm          |              |
| 48      | 2020  | en ligne     | Sanan Siouguirov       |              |
| 49      | 2021  | Philadelphie | Hans Niemann           |              |
| 49      | 2022  | Philadelphie | Mikhaïl Antipov        |              |
| 50      | 2023  | Philadelphie | Fidel Corrales Jiménez |              |